# Murbruk

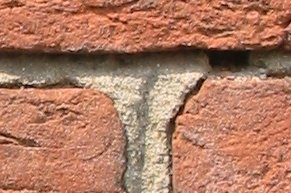
Murbruk som håller samman tegelstenar.

Murbruk är en fogmassa som används för att foga samman tegelstenar eller andra byggnadsstenar vid murning.
Murbruk är en blandning av sand och ett bindemedel, vanligen cement och/eller släckt kalk. En vanlig sammansättning av murbruk är en volymdel cement och tre volymdelar sand. Murbruk kan även bestå av en del lera och tre delar sand, vilket särskilt används vid murning av kakelugnar och eldfasta murbruk för eldstäder.
Kalkcementbruk är ett murbruk innehållande både kalk och portlandscement.